# Baccaurea nesophila
Baccaurea nesophila är en emblikaväxtart som beskrevs av Airy Shaw. Baccaurea nesophila ingår i släktet Baccaurea och familjen emblikaväxter. Inga underarter finns listade i Catalogue of Life.